# Maison du Gouverneur (Dinan)
Pour les articles homonymes, voir maison du Gouverneur.
 La Maison du Gouverneur (appelé également ancien château Ganne) est une construction du Moyen Âge, située 24 rue du Petit Fort, à Dinan.

## Historique
Cette très vieille maison à pans de bois du XVe siècle était celle d'un tisserand à la main, qui habitait au premier étage et avait sa boutique atelier au rez-de-chaussée. Elle a appartenu à M. de La Bretonnière, gouverneur de la ville, qui ne l'habita pas, parce qu'elle se trouvait hors les murs. L'ensemble de la maison est classée au titre des monuments historiques depuis le 10 mars 1938.

## Architecture
Cette maison à pans de bois, qui s'élève sur deux niveaux et un comble, a conservé sa cheminée d'époque avec des briques entre le linteau et le manteau, en alimentant une seconde source de chaleur.

## Expositions
Un métier à tisser, des objets anciens de la vie usuelle, des costumes y sont exposés.

## Cinéma
En avril 2012, Arnaud Poivre d'Arvor y a tourné un épisode du feuilleton  Mon frère Yves, d'après le roman de Pierre Loti, et son père Patrick Poivre d'Arvor qui y avait situé l'année précédente l 'action de son film Dinan l'été dernier.